# Elgin Wellhead Platform
Die Elgin Wellhead Platform ist eine Förderplattform des französischen TotalEnergies-Konzerns für Erdgas und Erdöl in der Nordsee. Sie befindet sich rund 240 km östlich des schottischen Aberdeen und fördert die Vorkommen des gleichnamigen Elgin-Franklin-Feldes.
Vom 25. März bis zum 16. Mai 2012 strömte dort aufgrund eines Zwischenfalls unkontrolliert Gas aus.

## Konstruktion
| Kenngröße             | Wert          |
| --------------------- | ------------- |
| Masse der Plattform   | 1842 t        |
| Masse des Unterbaus   | 2715 t        |
| Abmessungen des Decks | 25,5 m × 34 m |

Die Basis der Elgin Wellhead Platform besteht aus einer vierfüßigen Stahlkonstruktion. Darauf ist die eigentliche Plattform montiert. Diese ist für einen unbemannten Betrieb ausgelegt und wird von der daneben liegenden Elgin Production/Utilities/Quarters Plattform (PUQ) aus ferngesteuert.

## Infrastruktur
Die Elgin Wellhead Platform ist mit der PUQ-Plattform über eine 90 m lange Brücke verbunden. Diese trägt Transportleitungen für das geförderte Öl und Gas sowie Energieversorgungs- und Steuerleitungen für die Plattform selbst. Auf der PUQ-Plattform werden die geförderten Rohprodukte aufbereitet und von dort aus über Pipelines zur Küste gebracht. Über das Forties Pipeline System gelangt das Öl via Cruden Bay nach Kinneil in der Grafschaft Fife, während das Gas über die 468 km lange SEAL (Shearwater Elgin Area Line) nach Bacton in Norfolk transportiert wird.
Die täglichen Fördermengen von rund 9 Millionen Kubikmeter Gas und 60.000 Barrel Leichtöl entsprechen 3 % bzw. 5,5 % der britischen Gesamtfördermengen.

## Geschichte
Das Elgin-Feld wurde 1991 entdeckt. Die Wassertiefe in diesem Bereich beträgt 93 m, die Lagerstätten im Sandstein befinden sich 5600 m unter der Meeresoberfläche. Zur Erschließung der Lagerstätten waren wegen der hohen Drücke und Temperaturen von 1100 bar und 190 °C zahlreiche technische Schwierigkeiten zu überwinden. Aufgrund der geographischen Nähe zum 1986 entdeckten Franklin-Feld wurde eine gemeinsame Erschließung der Vorkommen angestrebt. 1995 wurde zwischen den Projektpartnern eine Übereinkunft getroffen, für jedes Feld eine Förderplattform sowie eine gemeinsame Produktions- und Verarbeitungsplattform zu erstellen.
Im März 1997 begannen die Bohrungen. Das Elgin-Feld wurde mit insgesamt fünf Bohrungen erschlossen, die von der Bohrplattform Galaxy 1 durchgeführt wurden.
Im März 2001 konnte auf der Elgin Wellhead Platform die Förderung aufgenommen werden.

### Erdgasleck 2012

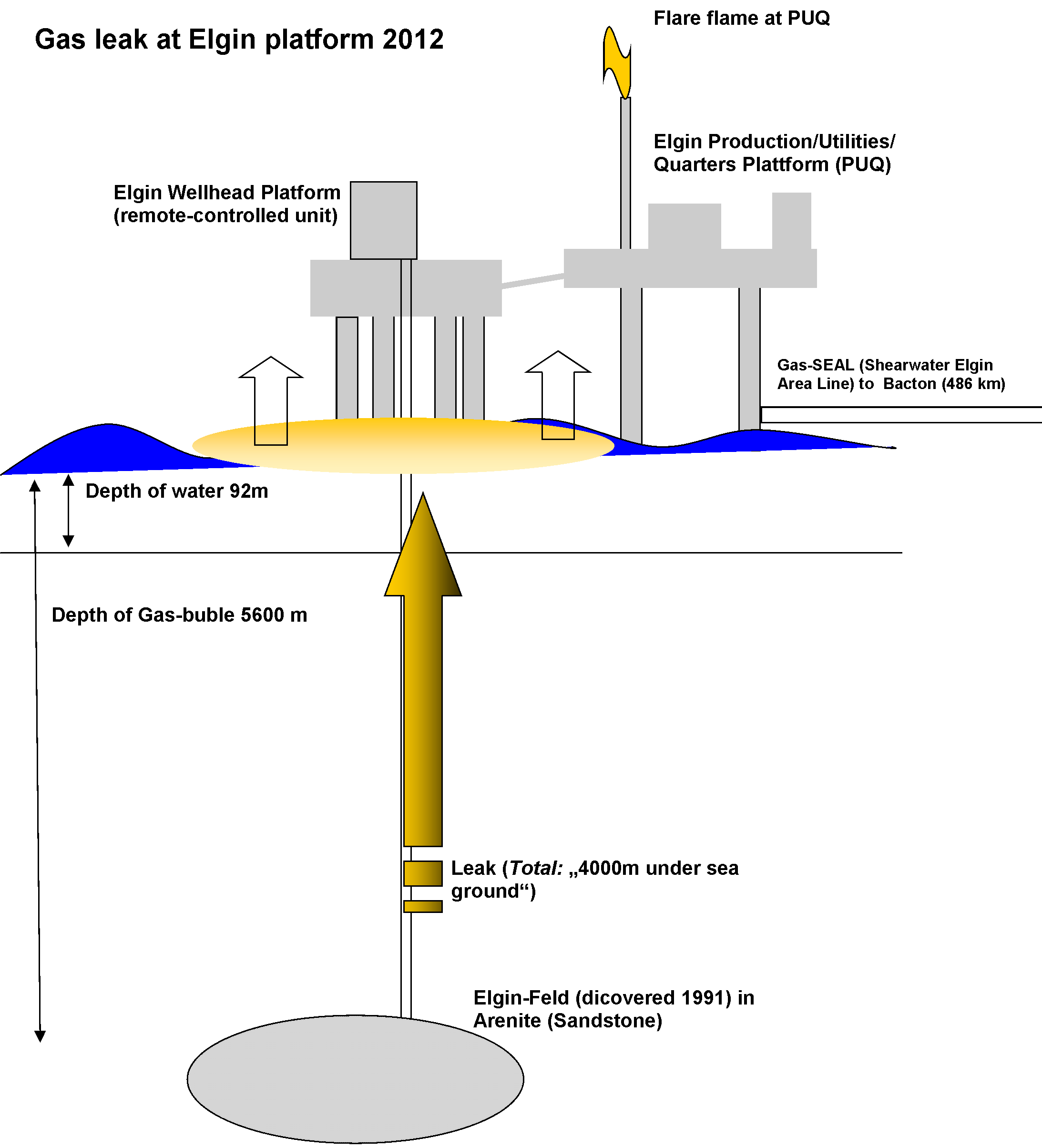
Schematische Darstellung der Situation kurz nach dem Blowout

Am 25. März 2012 kam es um 12:15 Uhr zu einem Blowout, einem Leck an einem der Bohrlöcher, wodurch bis Mitte Mai 2012 unkontrolliert Gas ausströmte. Total schätzte die austretende Gasmenge zu Beginn auf rund 200.000 Kubikmeter pro Tag. Bei einem ähnlichen Zwischenfall im Jahr 1990 an einem anderen Bohrfeld entstand ein Erdgasleck in der Nordsee, das seitdem jährlich 300.000 Tonnen Methan freisetzt.
Der Zwischenfall war der schwerste in der Nordsee für den Energiekonzern seit einem Jahrzehnt. Das austretende Gas bestand größtenteils aus Methan, enthielt jedoch auch Propan, Butan und Schwefelwasserstoff. Da es entzündlich und potentiell explosiv war, wurde um die Bohrinsel herum eine Sicherheitszone von 2 Seemeilen (sm) für Schiffe und 3 sm für Flugzeuge errichtet und der Strom abgeschaltet. Die PUQ-Plattform wurde evakuiert und die Besatzung auf andere naheliegende Plattformen gebracht. Ein Kernteam von 19 Personen der ursprünglich 238 Personen starken Mannschaft blieb zunächst an Bord, wurde später jedoch ebenfalls abgezogen. Augenzeugenberichten zufolge war es schon vorher zu Problemen mit dem Bohrloch gekommen. Der Zwischenfall ereignete sich bei dem Versuch, das entsprechende Bohrloch stillzulegen.
Das eigentliche Leck befand sich laut Total 4.000 Meter unter dem Meeresgrund, jedoch entwich das Gas unterhalb der Plattform oberhalb der Wasseroberfläche. An der Wasseroberfläche war am 30. März 2012 ein öliger Film über zehn Kilometer Länge und mehr als einem Kilometer Breite zu sehen.
Wie bei vielen solcher Anlagen werden auch bei der Elgin unerwünschte Restgase durch hohe Rohre an der Anlage frei und sichtbar abgefackelt. Solche Gase treten bei der Förderung von Erdgas regulär auf. Die Gasfackel der Elgin-Plattform brannte auch nach der Havarie noch einige Tage weiter und stellte zunächst hinsichtlich des 90 Meter unter der Flamme unkontrolliert entweichenden Gases die größte Gefahr dar. Eine Explosion des Gases und eine Zerstörung der Plattform wurde nicht ausgeschlossen. Dieses Szenario hätte zwar keine Menschenleben bedroht, doch wären alle technischen Mittel verloren gegangen, mit denen sich das Ausströmen des Gases zeitnah hätte stoppen lassen. Nach Einschätzungen der Süddeutschen Zeitung wäre dann eine Umweltkatastrophe kaum mehr abzuwenden gewesen. Am 31. März 2012 gab Total bekannt, dass die Gasfackel erloschen sei. Die austretende Gasmenge war nach Angabe des Unternehmens Anfang Mai 2012 auf 50.000 Kubikmeter pro Tag gesunken.
Am 15. Mai 2012 begann Total damit, Schlamm in das Bohrloch zu pumpen, um es abzudichten.
Durch diese Maßnahme konnte das Gasleck bereits zwölf Stunden später laut Mitteilung des Unternehmens geschlossen werden.

### Reaktionen und Einschätzungen
Von vielen Experten und Umweltschutzorganisationen wurde nach Bekanntwerden des Zwischenfalles auf die Umweltrisiken der Offshore-Fördertechnik hingewiesen.
Die norwegischen Umweltschutzorganisation Bellona Foundation schätzte die Risiken für die Umwelt bei dem Elgin-Unfall geringer als bei der Deepwater Horizon im Golf von Mexiko, weil in dem schottischen Feld kaum Öl austrat. Aus dem Bohrloch entwich Gas und ein Kondensat, eine gelbliche, dieselähnliche Flüssigkeit. Diese bildet einen Schmutzfilm auf dem Wasser, ist aber wesentlich dünner als Erdöl und verdunstet mit der Zeit.
Bellona befürchtete dennoch Schäden für die Tier- und Pflanzenwelt der Nordsee. Außerdem sei das austretende Methan ein sehr effektives Treibhausgas.
Der Betreiberfirma Total entstand durch den Unfall ein Imageschaden beträchtlichen Ausmaßes: Der Wert der Total-Aktie brach ein und in wenigen Tagen verlor die Firma sechs Milliarden Euro an Börsenwert. Wäre das Gasfeld völlig zerstört worden, hätte Total seine Partner an dem Ölfeld entschädigen müssen. Der Wert des Unternehmens wäre laut der Rating-Agentur Fitch um rund 5,7 Milliarden Euro gesunken.
Kurz nach dem Schließen des Gaslecks schätzte Hans-Jochen Luhmann vom Wuppertal Institut für Klima, Umwelt, Energie den infolge des Treibhausgaseffektes entstandenen Klimaschaden als vergleichsweise gering ein.